# Svartlösa och Öknebo tingslag
Svartlösa och Öknebo tingslag var ett tingslag i Stockholms län och Södertörns domsaga. Tingslaget bildandet den 25 augusti 1916 (enligt beslut den 29 februari 1916) genom samgående av Svartlösa tingslag och Öknebo tingslag. Tingslaget avskaffades den 1 januari 1930 (enligt beslut den 12 april 1929) när det slogs ihop med Sotholms tingslag för att bilda Södertörns domsagas tingslag. Tingsplats vas Södra stadshuset i Stockholm

## Ingående områden
Tingslaget bestod av Svartlösa härad och Öknebo härad.